# Mnesibulus okunii
Mnesibulus okunii är en insektsart som beskrevs av Tokuichi Shiraki 1930. Mnesibulus okunii ingår i släktet Mnesibulus och familjen syrsor. Inga underarter finns listade i Catalogue of Life.